# Bastion Sint-Anthonie
Bastion Sint-Anthonie was een bastion van de Vestingwerken rondom de binnenstad van 's-Hertogenbosch. Het bastion werd in 1618 gebouwd, op advies van een aantal ingenieurs aan Anthonie Schets, de Gouverneur van de stad onder Spaans bewind.
Het bastion is vernoemd naar Anton van Bourgondië die op deze plek het Baseldonkklooster liet bouwen. Het klooster werd in 1535 versterkt tot blokhuis en ging toen verder onder de naam Sint-Anthoniuspoort. De stadspoort bood toegang tot de stad voor de inwoners van Schijndel, Den Dungen en Sint-Michielsgestel.
Bastion Sint-Anthonie is een van de drie bastions die Anthonie Schets liet bouwen, die tot op heden bewaard is gebleven. Ook Bastion Baselaar en Bastion Vught zijn bewaard gebleven. Ook Bastion Oranje en de Citadel zijn bewaard gebleven, maar werden in opdracht van Frederik Hendrik van Oranje gebouwd. De gracht die om het bastion liep, is in 1908 gedempt.
De situering is de kruising Hekellaan - Zuid-Willemsvaart. Verzorgingshuis Anthoniegaarde is ernaar vernoemd.